# Doryrhamphus multiannulatus
Doryrhamphus multiannulatus és una espècie de peix de la família dels singnàtids i de l'ordre dels singnatiformes.

## Morfologia
- Els mascles poden assolir 19 cm de longitud total.[4][5]

## Reproducció
És ovovivípar i el mascle transporta els ous en una bossa ventral, la qual es troba a sota de la cua.

## Hàbitat
És un peix marí de clima tropical i associat als esculls de corall que viu entre 3-45 m de fondària.

## Distribució geogràfica
Es troba des del Mar Roig i Sodwana Bay (Sud-àfrica) fins a les Illes Chagos i les Maldives.